# 美國—委內瑞拉關係
美委關係是指美國和委內瑞拉之間的外交關係。傳統上，兩國關係的特點是重要的貿易和投資關係以及在打擊非法毒品生產和轉運方面的合作。两国之间的关系始于1835年，截至2019年1月23日，美國和委內瑞拉沒有正式外交關係，但繼續與胡安·瓜伊多保持關係，胡安·瓜伊多是得到包括美國在內的約54個國家的承認的臨時總統。
美委關係在過去很牢固（例如卡洛斯·安德烈斯·佩雷斯和卡爾德拉時期）。兩國關係在2009年6月歐巴馬總統的領導下有所解凍。2014年2月，委內瑞拉政府以煽動暴力罪名將三名美國外交官下令出境。
自2015年3月3日起，委内瑞拉政府取消美国公民免签证入境委内瑞拉的待遇。
在2019年1月23日，委內瑞拉總統危機期間，尼古拉斯·馬杜羅宣布，在川普總統宣布美國承認委內瑞拉反對派領導人胡安·瓜伊多為臨時總統後，委內瑞拉與美國斷絕關係。
2021年3月3日，美国宣佈对委内瑞拉的制裁延长到2022年3月。

## 19世紀
西裔美洲人獨立戰爭期間，美國在官方上中立，但允許西裔美洲人獲得武器和補給。1821年，大哥倫比亞（現在的巴拿馬，哥倫比亞，厄瓜多爾，秘魯北部，委內瑞拉，圭亞那西部和巴西西北部）成為美國承認的第一個前西班牙殖民地。美國是第二個承認一個獨立的西班牙美洲國家的國家，在巴西王國之後。自1823年美國在波哥大聖塔菲建立外交使團以來，美國和委內瑞拉就存在著相互關係。第二年，《安德森-古勒條約》成為美國與另一個美國國家締結的第一份雙邊條約。 當厄瓜多爾和委內瑞拉於1830年離開聯邦時，美國與波哥大，基多和加拉加斯政府的關係並未中斷。

## 佩雷斯·希門尼斯獨裁（1953-1958年）
獨裁者佩雷斯·希門尼斯（Pérez Jiménez）推翻了當選總統Rómulo Gallegos，並在1948年委內瑞拉政變中掌權。但外國投資，特別是來自美國石油公司的投資並未中止。
1958年委內瑞拉政變後，佩雷斯·希門尼斯於1958年1月23日下台。

## 蓬托菲霍協定
傳統上，兩國關係的特點是在打擊非法毒品的生產和轉運方面具有重要的貿易和投資關係與合作。委內瑞拉政府在卡洛斯·安德烈斯·佩雷斯和卡爾德拉時期，通過了《蓬托菲霍協定》。

## 目前關係
2017年8月25日，美国对委内瑞拉实施金融制裁。
自2019年1月起，委内瑞拉与美国断绝外交关系。美方此後出台措施哦禁止委原油出口。
2023年4月22日，委内瑞拉副总统德尔茜·罗德里格斯表示，自2015年美国对委追加制裁以来，委政府的财政损失已达2320亿美元。
2023年10月，美国放松对委内瑞拉油气制裁6个月，到期後又恢复制裁。
2023年12月，委内瑞拉政府释放10名被扣押的美国公民和20名委内瑞拉政治犯，美国則释放委内瑞拉总统马杜罗的亲信萨博。
2024年1月29日，美国财政部宣佈对美国企业与委内瑞拉矿业总公司的交易作出限制。
2024年7月1日，委內瑞拉重启与美国政府直接对话。
2024年9月2日，美国在多米尼加扣押了一架委内瑞拉总统马杜罗经常使用的飞机，称其获取方式违反了美国的制裁规定。委内瑞拉政府谴责美国政府扣留委总统马杜罗专机的行为。